# Taboão da Serra
Taboão da Serra é um município brasileiro do estado de São Paulo, localizado na Zona Sudoeste da Região Metropolitana de São Paulo, em conformidade com a lei estadual nº 1.139, de 16 de junho de 2011 e, consequentemente a isto, com o Plano de Desenvolvimento Urbano Integrado da Região Metropolitana de São Paulo (PDUI).
Sem divisas geográficas relevantes com a capital paulista, Taboão da Serra não se distingue dos bairros paulistanos com os quais faz divisa, como Butantã e Campo Limpo, ou seja, é uma cidade conurbada com a capital paulista, um fenômeno cada vez mais comum nas últimas décadas nas cidades da Região Metropolitana de São Paulo. Por muitos anos, a cidade se dividiu entre o perfil de cidade dormitório e de localidade industrial.
Até meados da década de 1990, a cidade mantinha o perfil industrial como principal atividade econômica. O seu parque industrial, no entanto, não era suficientemente robusto para absorver toda a mão-de-obra do município, que acabava se deslocando até São Paulo para encontrar emprego. No início dos anos 2000, o caráter econômico passou por mudanças.
Com o encarecimento dos custos e os problemas de tráfego, muitas indústrias deixaram a cidade e o município passou a ter características mais comerciais, passando a ocupar em poucos anos o posto de pólo de atração de serviços da região sudoeste da Grande São Paulo. Nessa época, grandes varejistas – como o Grupo Pão de Açúcar, Carrefour, Walmart e a Nacional Iguatemi (antiga administradora do Shopping Taboão) – realizaram investimentos em Taboão da Serra, o que consolidou o perfil terciário da cidade.
Taboão da Serra é, em área territorial, o 9.° menor município do Brasil e o 5.° menor município do estado de São Paulo. Taboão da Serra é o município com a maior densidade demográfica do Brasil, considerado como "formigueiro das Américas", já que possui muitos residentes em uma área territorial pequena. 
A vinda de grandes varejistas abriu novas frentes de emprego e oportunidades para os habitantes. Com a chegada dessas empresas, a cidade passou a contar com serviços que não existiam na cidade, como cinemas e supermercado aberto 24 horas. Isso consolidou a cidade como pólo de atração de cidades vizinhas – como Embu das Artes e Itapecerica da Serra – e de bairros paulistanos próximos – como o Butantã, Vila Sônia, Portal do Morumbi, Campo Limpo e Capão Redondo.

## História
A história de Taboão da Serra é, de certa forma, antiga, chegando a se confundir com a própria história da cidade de São Paulo, em alguns aspectos. Nos séculos XVI e XVII, a região de Taboão da Serra fez parte da rota dos bandeirantes paulistas que viviam nos arrabaldes do que hoje pertence ao centro de São Paulo.
Muitos bandeirantes passavam pelo município em busca de índios para serem escravizados.[carece de fontes?] Ao mesmo tempo, esta região servia de rota tanto para o litoral paulista, quanto como ponto de passagem para a Região Sul do Brasil. Para proteger os índios dos bandeirantes paulistas, alguns jesuítas criaram áreas de proteção para os nativos em terras que pertencem, atualmente, aos municípios de Taboão da Serra e Embu.
Quanto ao nome do município, "Taboão", existem três hipóteses, porém a mais provável é que devido às pontes improvisadas de madeira que moradores da região colocavam para atravessar sobre o Rio Poá, virou uma referência da região. Com isso esses moradores, que eram pessoas extremamente pobres e analfabetas batizaram a região como "Taboão". Isso ocorreu quando Taboão ainda era distrito de Itapecerica da Serra.
As outras duas hipóteses são:
- veio da taboa, planta hidrófila que era facilmente encontrada na cidade em brejos próximos ao Córrego Pirajuçara; Porém na língua tupi essa planta se chama Peri.
- ou veio do termo tupi taba, que significa "aldeia";

"Da Serra" à cidade mãe (Itapecerica da Serra).
Na região havia diversas aldeias indígenas que foram destruídas nos fins do século XIX e início do XX pelos europeus nela recém-chegados, tanto para a posse visando a atividade agrícola, quanto para o surgimento de pequenas vilas, as quais foram formadas no início do século XX. Por volta de 1910, foi criado um vilarejo chamado Vila Poá, às margens dos córregos Poá e Pirajuçara. Por possuir uma área territorial "pequena",  Taboão era considerado com subdistrito de Itapecerica da Serra, em 1953, a região foi elevada para Distrito de Itapecerica da Serra, pela Lei estadual Nº 2.456, de 30/12/1953 
A emancipação de Taboão da Serra, e sua consequente elevação à categoria de município, deu-se em 1° de janeiro de 1959, graças aos esforços de (entre outros) Léo Baranowsky, Sebastião da Cunha, Benedito Carneiro de Freitas, Hosuke Hataka, Luzia Hellmeister, Mary Rose Ducase Maciel, José André de Moraes, José Ruiz Moreno e Álvaro Manoel de Oliveira. A criação do município foi ditada e aprovada na Assembleia Legislativa de São Paulo e promulgada pelo governador de São Paulo à época. Foi reeditada em 18 de fevereiro de 1959 e publicada no diário oficial um dia após.

## Geografia
Localizado na Região Metropolitana de São Paulo, também conhecida como Grande São Paulo, a oeste da capital paulista, na Microrregião de Itapecerica da Serra. A população estimada pelo IBGE em 2008 era de 227.343 habitantes e a área é de 20 km², o que gera uma densidade demográfica de 10.704,17 hab/km².
Taboão da Serra é o quarto menor município, em área geográfica, do Estado de São Paulo (atrás apenas de Poá), com área de 17,1 km², seguido de São Caetano do Sul (cidade da região conhecida como ABC Paulista com 15 km²) e Águas de São Pedro (com 3,5 km²). Tem como vizinhos a capital paulista, Embu das Artes, a sudoeste e oeste, e uma diminuta divisa com Cotia a noroeste.
O relevo da região de Taboão da Serra faz parte de duas unidades geomorfológicas, que são a Província do Planalto Atlântico e a Zona do Planalto Paulistano. Assim como toda a região metropolitana, a cidade se desenvolveu ao longo da Bacia Sedimentar de São Paulo onde existe um relevo suave na parte central com colinas e áreas de morros cristalinos, como na divisa de município, onde se localiza a Morraria do Embu. Taboão da Serra está localizada na Latitude 23º 37' 34" Sul e na Longitude 46º 47' 30" Oeste. A cidade fica a 747 metros acima do nível do mar.
O clima em toda a região é classificado como tipo "C", ou seja, subtropical, o que propicia fortes chuvas durante o verão e um inverno seco. A temperatura média anual em Taboão da Serra gira em torno de 18 °C e índice pluviométrico de 1 465 milímetros (mm).
| Dados climatológicos para Taboão da Serra | Dados climatológicos para Taboão da Serra | Dados climatológicos para Taboão da Serra | Dados climatológicos para Taboão da Serra | Dados climatológicos para Taboão da Serra | Dados climatológicos para Taboão da Serra | Dados climatológicos para Taboão da Serra | Dados climatológicos para Taboão da Serra | Dados climatológicos para Taboão da Serra | Dados climatológicos para Taboão da Serra | Dados climatológicos para Taboão da Serra | Dados climatológicos para Taboão da Serra | Dados climatológicos para Taboão da Serra | Dados climatológicos para Taboão da Serra |
| Mês                                       | Jan                                       | Fev                                       | Mar                                       | Abr                                       | Mai                                       | Jun                                       | Jul                                       | Ago                                       | Set                                       | Out                                       | Nov                                       | Dez                                       | Ano                                       |
| ----------------------------------------- | ----------------------------------------- | ----------------------------------------- | ----------------------------------------- | ----------------------------------------- | ----------------------------------------- | ----------------------------------------- | ----------------------------------------- | ----------------------------------------- | ----------------------------------------- | ----------------------------------------- | ----------------------------------------- | ----------------------------------------- | ----------------------------------------- |
| Temperatura máxima média (°C)             | 26                                        | 25,9                                      | 25,1                                      | 23,3                                      | 21,5                                      | 20,7                                      | 20,4                                      | 21,3                                      | 22,3                                      | 23                                        | 24,2                                      | 24,8                                      | 23,2                                      |
| Temperatura média (°C)                    | 21,3                                      | 21,3                                      | 20,5                                      | 18,5                                      | 16,6                                      | 15,4                                      | 15                                        | 15,9                                      | 17,1                                      | 18,2                                      | 19,5                                      | 20,1                                      | 18,3                                      |
| Temperatura mínima média (°C)             | 16,6                                      | 16,8                                      | 16                                        | 13,8                                      | 11,7                                      | 10,2                                      | 9,6                                       | 10,5                                      | 11,9                                      | 13,4                                      | 14,8                                      | 15,5                                      | 13,4                                      |
| Precipitação (mm)                         | 237                                       | 220                                       | 166                                       | 78                                        | 66                                        | 53                                        | 40                                        | 47                                        | 78                                        | 139                                       | 142                                       | 199                                       | 1 465                                     |
| Fonte: Climate-Data.org                   |                                           |                                           |                                           |                                           |                                           |                                           |                                           |                                           |                                           |                                           |                                           |                                           |                                           |

## Demografia

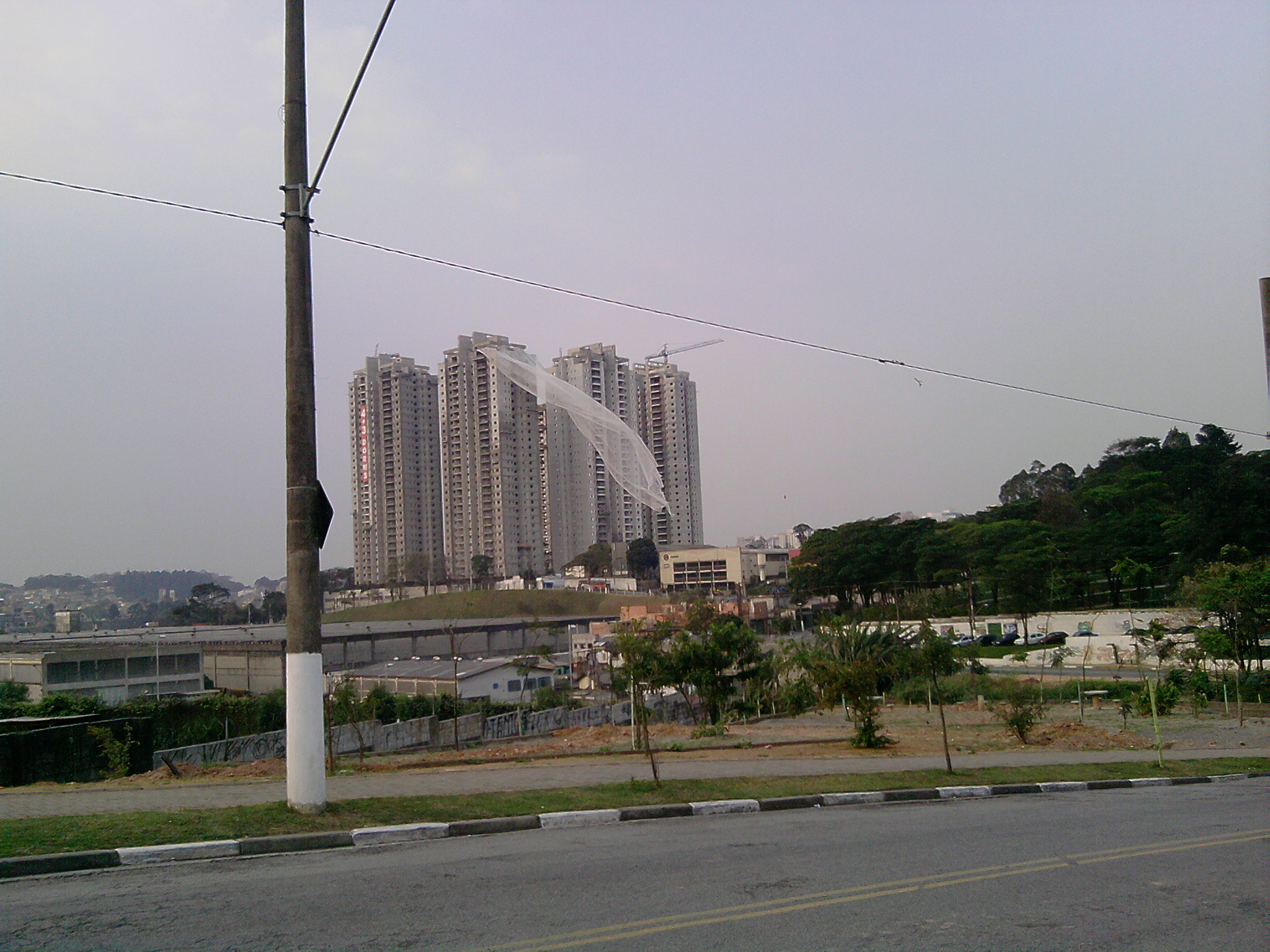
Construção do Condomínio Ecos Club, em Taboão da Serra

### População
| Crescimento populacional                             | Crescimento populacional | Crescimento populacional | Crescimento populacional |
| Ano                                                  | População Total          |                          | %±                       |
| ---------------------------------------------------- | ------------------------ | ------------------------ | ------------------------ |
| 1960                                                 | 7 173                    |                          | —                        |
| 1970                                                 | 40 945                   |                          | 470,8%                   |
| 1980                                                 | 97 656                   |                          | 138,5%                   |
| 1991                                                 | 160 084                  |                          | 63,9%                    |
| 2000                                                 | 197 644                  |                          | 23,5%                    |
| 2010                                                 | 244 528                  |                          | 23,7%                    |
| 2022                                                 | 273 542                  |                          | 11,9%                    |
| Est. 2024                                            | 284 274                  | [ 12 ]                   | 3,9%                     |
| Fontes: Censos Demográficos IBGE e Estimativas SEADE |                          |                          |                          |

### Dados demográficos
Cerca de 38% da população da cidade provém da capital paulista, enquanto 20% são de paulistas do interior ou descendentes, 23% são provenientes de outros municípios da Grande São Paulo, 8% são sulistas - principalmente do Paraná e Rio Grande do Sul - 10% são imigrantes ou descendentes - principalmente japoneses, coreanos, chineses e poloneses e 1% estão como outros.
Os de origem sulista e sudestina são, majoritariamente, de ascendência portuguesa, italiana, espanhola, alemã, polonesa, libanesa, ucraniana e holandesa.
A maior comunidade estrangeira da cidade é a dos japoneses, que representam cerca de 15% dos estrangeiros.
- Brancos: 66,2%
- Amarelos: 10,6%
- Pardos: 14,4%
- Negros: 8,8
- Pessoas residentes (Censo 2021): 297.528 mil habitantes
- Eleitores: 161 120 (2000)
- Instituições Financeiras: 18 agências bancárias
- Rendimento médio chefe de família = R$ 849,08

## Política e administração
Atualmente a cidade é governada pelo prefeito Daniel Plana Bogalho conhecido como Engº Daniel que venceu o prefeito antecessor José Aprigio que concorria para reeleição, Daniel teve forte apoio do Ex-Prefeito de Embu das Artes Ney Santos.
Além disso, a administração municipal conta com uma câmara de vereadores composta por representantes de diversos partidos políticos, responsáveis pela elaboração e fiscalização das leis locais. O governo tem como principais desafios o desenvolvimento econômico, a expansão de políticas públicas e a melhoria da infraestrutura urbana, buscando atender às demandas crescentes da população.

## Infraestrutura

### Comunicações
O sistema de telefones automáticos foi inaugurado na cidade pela Companhia Telefônica Brasileira (CTB) em 1965. Já o sistema de discagem direta à distância (DDD) foi implantado em 1978 pela Telecomunicações de São Paulo (TELESP) com o código de área (011).

### Educação
Matrículas (em 2004):
- Ensino fundamental: 34.806 matrículas
- Ensino médio: 12.330 matrículas

### Saúde
- Estabelecimentos de saúde: 28 estabelecimentos
- Leitos hospitalares: 183 leitos
- Leitos hospitalares disponíveis ao SUS: 49 leitos

### Rodovias
- Rodovia Régis Bittencourt (BR-116)

## Religião
O Cristianismo se faz presente na cidade da seguinte forma:

### Igreja Católica
- A igreja faz parte da Diocese de Campo Limpo.[22]

### Igrejas Evangélicas
Entre as igrejas protestantes históricas, pentecostais e neopentecostais, encontram-se na cidade:
- Assembleia de Deus Ministério do Belém.[25][26]
- Congregação Cristã no Brasil.[27]